# Борковский сельский совет (Великобагачанский район)
Борковский сельский совет (укр. Бірківська сільська рада) — упразднённая административная единица в составе
Великобагачанского района
Полтавской области
Украины.
Административный центр сельского совета находился в 
с. Борки.

## История
- 1988 — дата образования.

## Населённые пункты совета
- с. Борки
- с. Баланды
- с. Вишняковка
- с. Стенки

## Ликвидированные населённые пункты совета
- с. Киричаи